# Pino Valenti
Pino Valenti (Melilli, 9 aprile 1930 – Cefalù, 28 ottobre 2018) è stato uno scenografo, regista e pittore italiano.

## Biografia
Partì giovanissimo dalla Sicilia per compiere gli studi di Architettura presso l’Università di Roma, dove ebbe come maestri, tra gli altri, Vincenzo Fasolo ed Enrico Del Debbio.
Maturato artisticamente nel clima culturale del dopoguerra romano, notato da Oete Blatto, esordisce come pittore sulla Rivista Echi d’Italia. In quegli anni frequenta l’ambiente artistico dell’Atelier di Renato Guttuso a Villa Massimo. Poi l’incontro con Alessandro Blasetti, che lo introdusse nei Teatri di posa di Cinecittà. Nel 1958 inizia a collaborare con la Rai di Napoli, per la Propaganda e Sviluppo, settore ideato per pubblicizzare e diffondere la televisione che realizzava presso i cine-teatri della Campania allestimenti per le prime trasmissioni. Nel 1959 firma i costumi della prima serata trasmessa dalla Rai del Settimo Festival della Canzone Napoletana, per la regia di Mario Landi. 
Fu tra i pionieri delle prime produzioni della Rai realizzate nello storico garage di Pizzo Falcone (insonorizzato per le esecuzioni delle orchestre Anepeta e Scarlatti), mentre era in costruzione il Centro di Produzione della sede Rai di Napoli a Fuorigrotta. Dopo un periodo di collaborazione come scenografo delle prime produzioni della Rai Radio Televisione Italiana, negli anni Sessanta, vinse il concorso come scenografo-progettista per il Centro di Produzione della RAI-TV di Napoli, dove ha firmato le scenografie di numerosi sceneggiati e commedie, che segnarono l’epoca dell’esordio storico delle Produzioni Rai/Tv.
Dal 1970 ha diretto la sezione Scenografia e Costumi del Centro di Produzione TV della RAI di Napoli, dove ha tenuto corsi di Scenografia presso l’Accademia di Belle Arti.
Negli anni Ottanta con gli incarichi di Programmista-Regista e Scenografo, ha inaugurato la stagione dei programmi della Terza Rete Rai siciliana, curando i testi, la conduzione, la scenografia e la regia di numerose produzioni. 
A Palermo è stato docente per chiara fama di Scenografia presso l'Accademia di Belle Arti e ha tenuto, inoltre, cicli di lezioni di Scenografia (Teatrale, Cinematografica, Televisiva) presso l'Opera Universitaria. 
A cavallo tra gli anni Settanta e Ottanta esordisce nella scena letteraria e culturale del periodo tra ricerca di senso, impegno sociale e protesta, con opere in versi, opere teatrali e canzoni, che ricevono il riscontro della critica più qualificata (da Igino Giordani a Pellegrino Sarno e Luigi Compagnone). 
Tra gli anni Ottanta e Novanta intensifica l’attività pittorica. I suoi dipinti fanno parte di collezioni private in Italia e all’estero. Nell’ultimo periodo l’artista si è dedicato, particolarmente, alla produzione di dipinti di soggetto sacro, donati, per sua espressa volontà , a Melilli (Chiesa Madre di San Nicolò Vescovo, Basilica di San Sebastiano). 
In omaggio alla terra che gli ha dato i natali, l’artista, come pittore, si firma Pino Valenti da Melilli.

## L’attività di architetto-scenografo della Rai
Inizia l’attività di scenografo firmando le scene di Piccolo Amico (1961), per la regia di Lelio Golletti. La produzione fu realizzata a Pizzo Falcone, mentre era in costruzione il nascente Centro di Produzione di Fuorigrotta. La riduzione televisiva dall’omonimo romanzo di William Cowen era di Raffaello Lavagna. Il lavoro fu replicato il 25 dicembre del 1962.
1963
- L’ospite sconosciuto di Charles Vildrac, per la regia di Alessandro Brissoni, con Gastone Moschin, Luigi Pavese, Valentina Fortunato, Italia Marchesini, Laura Efrikian, Franco Castellani[14].
- Grandezza Naturale di Henri Troyat, con la Compagnia di prosa “I Nuovi” diretta da Guglielmo Morandi, per la regia di Carlo Lodovici, con Mario Feliciani, Lilla Brignone, Roberto Chevalier, Franco Mezzera, Mimo Billi, Ugo Pagliai, Ivano Staccioli, Franca Squarciapino, Marisa Bartoli, Liana Trouché, Paola Bacci[15].
- La signorina Chimera di Piero Mazzoletti, per la regia Carlo Di Stefano, con Mario Maranzana, Carla Bizarri, Thea Ghibaudi, Mimo Billi, Isa Crescenzi, Miranda Campa, Andreina Paul[16].
- Jack l’infallibile di Vittorio Calvino, per la regia di Raffaele Meloni, con Stefano Satta Flores, Gianni Garko, Laura Carli, Daniela Calvino, Zoe Incrocci, Franco Castellani, Enrico Luzi, Paul Müller.[17]
- Pel di Carota di Jules Renard, per la regia di Silverio Blasi, in cui esordisce Roberto Chevalier nella parte del protagonista, con Laura Carli, Giovanna Galletti, Mariano Simeone, Franco Porcaro, Mario Maranzana, Gabriella Pallotta, Attilio Cucari[18].

- Marea di settembre di Daphne du Maurier, per la regia di Alessandro Brissoni, con Diana Torrieri, Laura Efrikian, Enzo Tarasco, Gabriele Antonini, Enrico Dezan, Italia Marchesini.

1964
- Loro ed io, divagazioni da Jerome K. Jerome, per la regia di Mario Landi, con Antonio Battistella, Loredana Savelli, Paolo Modugno, Luciana Gilli, Maria Letizia Gazzoni, Enzo Garinei, Franco Giacobini, Michele Malaspina, Alida Cappellini, Lia Murano, Renato Romano[21].
- Rossella, tratto da Eight Cousins e Rose in Bloom di Louisa May Alcott per la sceneggiatura di Anna Maria Romagnoli e la regia di Lelio Golletti con Laura Efrikian, Paolo Modugno, Enzo Cerusico, Angela Cavo, Vittorio Mezzogiorno, Gianni Agus. I costumi erano di Vera Carotenuto. Lo sceneggiato, andò in onda in fascia pomeridiana per quattro puntate, dal 9 gennaio[22].

- Per la serie Vivere insieme, Due nell’azienda, di Nicola Manzari, per la regia di Gennaro Magliulo, con Regina Bianchi, Guido Celano, Elena Cotta, Giuseppe Caldani, Angela Pagano[24].

La serie debuttò il 28 aprile del 1962 proseguendo fino al 1970 con oltre ottanta episodi. Ogni telefilm affrontava temi relativi alla vita familiare, trattati poi in un dibattito in studio con psicologi, medici e genitori, coordinati dal professor Ugo Sciascia.
- Il detective ha fretta, di Peter Cheney, per la regia di Leonardo Cortese, con Elena Cotta, Arnoldo Foà, Emma Danieli, Gerardo Panipucci, Aldo Rendine, Lino Troisi, Loris Gizzi, Adolfo Geri, Marco Tulli, Liana Trouché, Fernando Caiati, Tino Bianchi.[26]
- La via della salute, di Enrico Annibale Butti, per la regia di Carlo Lodovici, con Edoardo Toniolo, Lauretta Masiero, Angiolina Quinterno, Aldo Giuffré, Mario Luciani, Loris Gizzi, Giorgio Bandiera, Gianna Piaz, Liana Trouché, Carlo Cataneo, Gin Maino, Gino Centanin, Anna Colombo, Laura Faina, Piero Vivaldi, Annamaria Ackermann, Renato Romano.[27]
- Parole e musica (programma musicale in cinque puntate), a cura di Achille Millo con Ilaria Occhini, elaborazioni musicali di Bruno Nicolai, per la regia di Marcella Curti Gialdino:
  1. I puntata: George Gershwin di New York - testi scelti e presentati da Wiliam Weawer, con Sergio Endrigo, Lilian Terry, Henry Wright.
  2. II puntata: Parigi 1900 - testi scelti e presentati da Filippo Crivelli, con Françoise, Paolo Poli e Franca Tamantini.
  3. III puntata: Il mondo nelle Sue mani - testi scelti e presentati da S.G. Biamonte, con Orietta Berti, Maria Grazia Cotza, Peter Tevis, e il Complesso Folk Studio Spiritual Singers.
  4. IV puntata: Ritratto di Léo Ferré - con Françoise e Gino Paoli.
  5. V puntata: La frontiera della pace - testi scelti e presentati da Roberto Leydi, con Guido De Salvi, Margot, Illy, Guido Russo e Peter Tevis.[28]

- Il sosia, di Pedro Solinas, per la regia di Italo Alfaro, con Isa Crescenzi, Enzo Tarascio, Alberto Carloni, Enrico Canestrini.[30]
- Una voce importante, di John P. Miller, per la regia di Angelo D’Alessandro, con Elena Cotta, Andrea Checchi, Franca Porcaro, Anna Maestri, Michele Malaspina, Attilio Fernandez.[31]

Nel dicembre dello stesso anno sue sono le scene di Alle sei, Chaussée d’Antin, di Roger Ferdinand, che segna gli esordi alla regia di Davide Montemurri, con Mario Scaccia, Lucia Catullo, Sergio Graziani, de I pastori, sacra rappresentazione del Maestro di Wakefield, per la regia di Giacomo Colli, con Mico Cundari, Armando Bandini, Bruno Cirino, Alessandro Sperlì, Edda Albertini, Loretta Goggi, Nicoletta Languasco, e di Ritorno a Bountiful di Horton Foote, per la regia di Marcello Sartarelli, che segna l’ultima interpretazione televisiva dell’attrice Emma Gramatica, con Thea Ghibaudi, Didi Perego, Pino Cuomo, Vittorio Mezzogiorno, Adolfo Pesca, Michele Borelli, Andrea Checchi, Andrea Bosic, Daniela Calvino.
1965
Firma le scene dello storico ciclo televisivo shakespeariano Tutto il mondo è un teatro, in 7 trasmissioni (andate in onda a partire dal 24 marzo del 1964), temi e personaggi shakespeariani, a cura di Gerardo Guerrieri, con la collaborazione di Giacomo Colli e Carlo D’Angelo, per la regia di G. Colli, con Aleardo Ward, Maria Teresa Wogelsang, Benito Artesi, Renato Mori, Mario Ferrari, Stefano Varriale, Anna Maria Ackermann, Silvano Tranquilli, Franco Abbina, Alessandro Sperlì, Mico Cundari, Vittorio Mezzogiorno, Carlo D’Angelo, Franco Castellani, Mario Feliciani, Maria Teresa Mariotti, Gustavo Isnenghi, Gerardo Panipucci, Domenico Caruso, Gianni Diotaiuti, Francesco Sormano, Augusto Mastrantoni, Fernando Caiati, Aldo Massasso, Dario De Grassi, Osvaldo Ruggieri, Silvio Anselmo, Daniela Nobili, Armando Spadaro, Tino Schirinzi, Adele Ricca, Antonio Venturi, Sandro Ninchi, Claudia Giannotti, Luciano Melani, Mario Bardella, Lia Angeleri, Nicoletta Languasco, Anna Miserocchi, Alfredo Girard, Pino Cuomo, Chiara Caioli, Gianni Galavotti, Luigi Gatti, Gianna Vivaldi, Renato Mori, Giorgio Favaretto, Orazio Orlando, Gabriella B. Andreini, Lorenza Biella, Franco Volpi, Alfredo Biandini, Antonio Pierfederici, Mario Maranzana, Anna Teresa Eugeni, Ivana Erbetta, Sergio Raggi, Enrico Canestrini, Nello Ascoli, Carlo Taranto, Michele Riccardini, Marcello Bertini, Arnoldo Foà, Renato Mori, Rino Castelli, Lucia Catullo, Rodolfo Ventriglia, Carlo Croccolo, Antonella della Porta, Mario Pisu, Vasco Santoni, Gio Centanin, Roldano Lupi, Vittorio Bottone, Gianni Galavotti, Tino Bianchi, Gualtiero Isnenghi, Simone Mattioli, Sandro Quasimodo, Diego Ghiglia, Gigi Gatti, Armando La Rosa.
- I puntata:  La ruota dei re

- II puntata: L’Amore[37]
- III puntata: La vendetta[38]
- IV puntata: La foresta di Arden[39]
- V puntata: La notte di re Lear[40]
- VI puntata: Buffoni, cortigiani, tagliaborse[41]
- VII puntata: Il capo e il popolo[42]

Il ciclo concludeva le Celebrazioni per il IV Centenario della nascita di Shakespeare, inaugurato il 23 aprile con un recital di Vittorio Gassman. Si trattò di una “vasta antologia dell’opera shakespeariana” realizzata interamente al Centro di Produzione della Rai Tv di Napoli in tre mesi di lavorazione con l’impegno di un cast di ottantatré attori.
Nel 1965 si celebra la IV Giornata Mondiale del Teatro e la Rai inaugura la “Rassegna del Teatro italiano fra il 1900 e il 1930”, con la messa in onda di diciassette commedie nel palinsesto dei cosiddetti “venerdi della prosa”, a partire dal 26 marzo, per la quale Valenti firma le scene de La maschera e il volto di Luigi Chiarelli per la regia di Flaminio Bollini, con Edmonda Aldini, Paola Quattrini, Aldo Giuffré, Gigi Proietti, Ferruccio Soleri.
- Il caro estinto, di Stanley Houghton, per la regia di Raffaele Meloni, con Miranda Campa, Franca Porcaro, Adolfo Geri, Gianna Vivaldi, Carlo Hintermann, Augusto Mastrantoni.[46]
- Resurrezione, tratto dal romanzo di Lev Tolstoj (sceneggiatura di Oreste Del Buono, Franco Enriquez e Aldo Nicolaj) per la regia Franco Enriquez, con Alberto Lupo, Valeria Moriconi, Luca Ronconi, Sergio Tofano, Guido Alberti, Anna Maria Gherardi, Mario Pisu, Marisa Mantovani, Brunella Bovo, Franco Giacobini, Rina Franchetti,Lia Angeleri, Armando Furlai, Andrea Checchi, Lucia Catullo, Luca Ronconi, Renato Montalbano, Thea Ghibaudi, Giuseppe Pagliarini, Franco Scandurra, Luisa Rivelli, Marco Tulli, Franco Scandurra, Vittorio Mezzogiorno, Franco Volpi. Costumi di Lorenzo Ghiglia, musiche di Benedetto Ghiglia.[47]

- Inquisizione di Diego Fabbri, per la regia di Ottavio Spadaro, con Turi Ferro, Mila Vannucci, Paolo Ferrari, Nando Gazzolo.[51]

1966
- Il Re, di Giorgio Prosperi, per la regia di Silverio Blasi, con Massimo Girotti,  Umberto Orsini, Mario Ferrari, Ennio Balbo, Daniele Tedeschi, Enzo Tarascio, Michele Malaspina, Francesco Sormano, Antonio Battistella, Franco Scandurra, Loris Gafforio, Attilio Fernandez, Gianni Galavotti, Elena Zareschi, Giuseppe Mancini, Mauro Carbonoli, Lorenzo Terzon, Bruno Marinelli, Tonyi D’Amico, Ciro D’Angelo, Cecilia Polizzy, Maria D’Ayala, Maria Capocci.[52]
- Luisa Sanfelice, sceneggiatura di Vincenzo Talarico e Leonardo Cortese, per la regia di Leonardo Cortese con Lydia Alfonsi, Giulio Bosetti, Mila Vannucci, Stefano Satta Flores, Elisa Cegani, Guido Alberti, Carlo D’Angelo, Vittorio Sanipoli, Enzo Turco, Antonella Della Porta, Antonio Casagrande, Aldo Rendine, Elsa Ghiberti, Aldo Bufi Landi, Giacomo Furia, Paolo Falace, Alessandro Sperlì, Antonio La Rajna, Wanda Capodaglio, Ennio Balbo, Silvano Tranquilli, Benito Artesi, Germano Longo, Gino Maringola, Giovanni Attanasio, Lino Troisi, Amedeo Girard, Vittorio Mezzogiorno, Andrea Lala, Loris Gizzi.[53]

- Madame Curie, adattamento di Alfio Valdarnini, per la regia di Guglielmo Morandi, con Ileana Ghione, Mila Vannucci, Ivano Staccioli, Francesco Sormano, Raoul Grassilli, Antonietta Lambroni, Anna Segnini, Sara Pucci.[57]

- L’orologio a cucù, di Alberto Donini, per la regia di Silverio Blasi, con Stefano Satta Flores, Alessandra Scalera, Regina Bianchi, Loris Gafforio, Linda Kambiese, Mario Laurentino, Ivano Staccioli, Silvana Buzzo, Anna Segnini, Turi Ferro, Italia Marchesini, Loris Gizzi, Aldo Giuffrè, Davide Maria Avecone, Alberto Bugli.[59]
- Una Cenerentola alla moda, di Rodolfo Eger, per la regia di Italo Alfaro, con Tony Fusaro, Lia Zoppelli, Bianca Marfia Varriale, Carlo Bagno, Paola Barbara, Wandisa Guida, Umberto Melnati, Carlo Giuffré, Bruno Marinelli, Loris Gizzi, Mario Siletti, Vittoria Di Silverio, Enrico Luzi, Vinicio Sofia, Fausto Guerzoni.[60]
- Gavaut Minard e Soci, di Edmond Gondinet, per la regia di Davide Montemurri, con Franco Volpi, Franco Scandurra, Valeria Valeri, Tony Ucci, Antonio Salinas, Rosella Spinelli, Damiela Nobili, Ilaria Caputi, Marina Como.
- Melissa di Francis Durbridge (sei puntate), per la regia Daniele D’Anza, con Rossano Brazzi, Luisella Boni, Massimo Serato, Dina Sassoli, Aroldo Tieri, Laura Adani, Antonella della Porta, Emi Eco, Turi Ferro, Franco Volpi, Stefano Satta Flores, Carlo Bagno, Esmeralda Ruspoli, David Brook.[61][62]

1967
- Penelope  di Wiliams S. Maugham, per la regia di Carlo Lodovici con Mimo Billi, Fernando Cajati, Franco Scandurra, Franco Graziosi, Emma Danieli, Laura Carli, Isabella Riva, Adele Ricca, Valeria Valeri, Edoardo Toniolo.[65]
- La zampa del gatto di Giuseppe Giacosa, per la regia di Giacomo Colli, con Silvano Tranquilli, Alberto Carloni, Giancarlo Palermo, Nando Gazzolo, Edda Albertini.[66]
- Ancora per la serie Vivere insieme firma le scene di Una ragazza come un'altra di Roberto Mazzucco, per la regia di Dante Guardamagna, con Pierpaola Bucchi, Franco Scandurra, Andrea Lala, Daniela Calvino, Armando Brancia, Giancarlo Palermo, Enzo Garinei, Ruggero De Daninos,[67]  e di Per non somigliarti per la regia di Enrico Colosimo, con Alida Valli, Nicoletta Rizzi, Massimo Serato, Walter Maestosi, Arnaldo Ninchi, Elisa Ascoli Valentino, Gerardo Panipucci.[68]
- I tre doni di R.M. De Angelis, da Giambattista Basile, per la regia di Carlo Di Stefano, musiche di Roberto De Simone, con Cesarina Gheraldi, Tony Fusaro, Irma De Simone, Michele Malaspina, Anna Maria Gherardi, Franco Angrisano, Giovanni Attanasio, Pino Cuomo, Gino Maringola, Ilaria Caputi, Silvana Buzzo, Attilio Fernandez.[69]
- L’ordine di Fritz Hochwӓlder, traduzione di Italo Alighiero Chiusano, per la regia di Giuseppe Di Martino, con Francesco Sormano, Vittorio Sanipoli, Lucio Rama, Silvio Spaccesi, Loris Zanchi, Mario Ferrari, Loris Gizzi, Andrea Bosic, Sara Ridolfi, Gianni Solaro, Michele Malaspina, Glberto Mazzi, Diana Torrieri.

1968
- Margherita o la legge, di Edmond About, per la regia di Sergio Velitti, con Carlo Alighiero, Grazia Maria Spina, Diana Torrieri, Quinto Parmeggiani, Fosco Giachetti, Carlo Bagno, Gianni Partanna, Enrico Lazzareschi, Umberto Ceriani, Adele Ricca.[71]
- Per la serie Il teatro di Achille Campanile, firma le scene di Visita di condoglianze e Delitto a villa Roung, per la regia di Flaminio Bollini, con Gianna Giachetti, Anna Maria Bottini, Leonardo Severini, Ilaria Caputi, Marisa Traversi, Raffaele Pisu, Gina Sammarco, Franco Parenti, Gabriella Gabrielli, Benito Artesi, Umberto D’Orsi, Paolo Todisco, Leo Frasso, Gino Rocchetti, Gisella Sofio, Enrico Luzi.[72]
- Ancora per la serie Vivere insieme, firma le scene di Vigilia di Weekend  di Flavio Nicolini, per la regia di Marco Leto, con Aldo Barberito, Carlo Alighiero, Anna Miserocchi, Elena Cotta, Nietta Zocchi, Davide Avecone, Tony Fusaro.[73]
- Per la serie  Teatro inchiesta, firma le scene de L’affondamento dell’Indianapolis di Flavio Nicolini e Carlo Tuzii per la regia di Marco Leto, con Ivano Staccioli, Giancarlo Sbragia, Riccardo Cucciolla, Antonio, Meschini, Marco Guglielmi, Franco Angrisano, Alberto Amato, Giancarlo Palermo, Pier Luigi Zollo, Francesco Vairano, Sandro Moretti, Vittorio Mdezzogiorno, Enrico Lazzareschi, Guido Tramontano, Aldo Barberito, Mario Laurentino, Irene Alosi, Thea Ghibaudi, Gino Ravezzini, Franca Mazzoni, Adriano Micantoni, Fosco Giachetti, Manlio Guardabassi, Edoardo Toniolo, Simone Mattioli, Aldo Blufi Landi, Francesco Paolo D’Amato, Harutoshi Takenaka, Aldo Petrini, Leonardo Severini, Massimo Serato, Gianni Garko, Carlo Alighiero.[74]
- Psiche, amore mio di Edoardo Anton, per la regia di Giacomo Colli, con Gabriele Ferzetti, Ileana Ghione, Mario Chiocchio, Roberto Bruni, Loris Zacchi, Antonietta Lambroni, Maria Capocci, Fabrizio Iovine, Francesco Vairano, Rita Cirker, Michael Briggs-Smith, Erminio Nazzaro, Leroy Richardson, Vanna Nardi, Annamaria Ackermann.[75]
- Le avventure di Sherlock Holmes, di Arthur Conan Doyle per la regia di Guglielmo Morandi.

1. La valle della paura (tre puntate), con Nando Gazzolo, Gianni Bonagura, Cesarina Gherardi, Anna Miserocchi, Mario Erpichini, Ernesto Colli, Andrea Bosic, Leonardo Severini, Enrico Ostermann, Francesco Paolo D’Amato, Antonietta Lambroni, Francesco Sormano, Giuseppe Mancini, Mario Laurentino, Ernesto Colli.
2. L’ultimo dei Baskerville (tre puntate), con Nando Gazzolo, Gianni Bonagura, Paolo Carlini, Anna Maria Ackermann, Marina Malfatti, Franco Volpi, Adolfo Geri, Franco Scandurra, Antonio Salines, Marco Pasquini, Gianni Solero, Sergio Reggi.[76]

- Il cinquantesimo compleanno, di Erwin Silvanus, per la regia di Italo Alfaro, con Enzo Tarascio, Gino Maringola, Tony Fusaro, Sergio Reggi, Evi Maltagliati, Giorgio Favretto, Paolo Fratini, Lino Troisi, Bruno Marinelli, Paolo Falace, Nello Ascoli, Giancarlo Palermo, Davide Maria Avecone, Remo Bertinelli, Bianca Galvan, Armando Brancia, Eugenio Cappabianca, Aldo Rendine, Grazia Gresi, Ciro D’Angelo, Fernando Cajati, Gianni Scalaberni.[80]

1969
- I ragazzi di padre Tobia (Il pappagallo, Le sorprese di un somaro, Cercate il testimone) di Mario Casacci e Alberto Giambricco, per la regia di Italo Alfaro, con Franco Angrisano, Nietta Zocchi, Silvano Tranquilli, Gerardo Panipucci, Elisa Ascoli Valentino, Gino Maringola, Alberto Amato, Giustino Durano, Antonietta Martinelli, Emanuela Palermi, Loris Gizzi, Emilia Sciarrino, Nino Pavese, Piero Gerlini, Ruggero Stromillo, Anna Segnini, Marina Pagano, Eleonora Palladino, Renato Devi, Armando Brancia, Angela Cavo, Ave Ninchi, Paola Pavese, Franco D’Amato, Mario Laurentino, Carlo Alighiero, Angela Pagano, Bianca Manenti, Alvaro Piccardi, Adriana Cipriani, Nello Ascoli, Amedeo Girard, Dory Dorika, Lia Verona, Rino Castelli, Maria Luisa Alfaro, Margherita Impagliazzo, Francesco Vairano, Ilaria Caputi, Annalisa Raviele, Lucio Rama.[81]
- Ancora per la serie Teatro Inchiesta, firma le scene de Il processo Cuocolo,  a cura di Fulvio Gicca, per la regia di Gianni Serra, con Riccardo Mangano, Mario Valgol, Franco Graziosi, Carlo D’Angelo, Bruno Cirino, Aldo Blufi Landi, Mario Erpichini, Guido Alberti, Giacomo Furia, Mario Laurentino, Michele Faccione, Guido Celano, Nando Villella, Gino Maringola, Enrico D’Amato, Renato Mori, Pino Cuomo, Nino Di Napoli, Franco Angrisano, Agatino Tomaselli, Paolo Falace, Lino Murolo, Enzo Liberti, Armando Brancia, Mario Devi, Antonio La Raina, Vittorio Artesi.[82]

- Un’ora per Clorinda, di Enzo Maurri, per la regia di Eros Macchi, con Renzo Montagnani, Attilio Fernandez, Elisa Ascoli Valentino, Franco Volpi, Margherita Guzzinati, Stefanella Giovannini, Antonio Ferrara, Alberto Amato, Mimmo Craig, Fulvio Gelato, Gino Maringola, Elsa Merlini, Michele Riccardini, Aldo Wirz, Loredana Savelli, Penny Brown.[84]
- Per la serie Racconti italiani, a cura di Alberto Bevilacqua, firma le scene di Relazione di mare, di Raffaello Brignetti, per la regia di Enzo Battaglia, con Elisa Mainardi, Leonardo Severini, Benito Artesi, Marisa Bartoli, Orlando Bravaccino, Nello Ascoli, Franco Fabrizi, Armando Cavaliere, Alberto Amato, Ciro D’Angelo, Mimmo Calandruccio, Agatino, Tomaselli, Franco Inerlenghi, Mario Laurentino, Elena Persiani, Enrico Di Domenico.[85]

- L’abito fa l’uomo di Gottfried Keller, elaborazione di Luciano Codignola, per la regia di Giandomenico Giagni, musiche di Roberto De Simone, con Edoardo Toniolo, Paolo Graziosi, Enrico Urbini, Sergio Raggi, Fanny Marchiò, Mico Cundari, Fernando Caiati, Alberto Carloni, Tino Bianchi, Vittorio Sanipoli, Livia Gianpalmo, Gilberto Mazzi, Gianni Solaro, Eugenio Cappabianca.[88]

1970
- Annie e il suo ladro, di Anna Maria Romagnoli da un’idea di Frances E. Burnett, per la regia di Carlo Di Stefano, con Cinzia De Carolis, Franco Volpi, Adriana Vianello, Loris Gafforio, Clelia Matania, Sandro Moretti.[89]
- Napoli 1860 - La fine dei Borboni[90] (Produzione Rai e Universalia Film in due puntate) di Lucio Mandarà, per la regia di Alessandro Blasetti, con Mario Laurentino, Ferdinando Conturso, Enzo Turco, Benito Artesi, Giuseppe Porelli, Bruno Marinelli, Nello Ascoli, Mario Frera, Bruno Cirino, Antonio La Rajna, Pinuccio Ardia, Edoardo Toniolo, Ezio Busso, Roberto Bisacco, Davide Maria Avecone, Nino Musco, Nello Riviè, Rosita Torosh, Nino Veglia, Ettore Carloni, Gennaro Di Napoli, Regina Bianchi, Vittorio Bottone, Giacomo Furia, Gigi Reder, Giacomo Furia, Gino Maringola, Lino Mattera, Giancarlo Sbragia, Ugo D’Alessio, Franco Angrisano, Francesco Sormano, Amedeo Girard. Armando Brancia, Aldo Blufi Landi.[91]

- Ancora per la serie Teatro inchiesta firma le scene de Il grande raduno,  a cura di Gladys Engely e Domenico Campana per la regia Mario Roberto Cimnaghi, con Giorgio Piazza, Aldo Massasso, Antonietta Lambroni, Pier Giorgio Bussi, Franco Odoardi, Augusto Soprani, Claudio Gora, Guido Alberti, Lucio Rama, Pier Luigi Zollo, Gino Maringola, Piero Gerlini, Renato Turi, Aldo Barberito, Aldo Blufi Landi, Giampiero Albertini, Franco Angrisano, Mario Lombardini, Giuseppe Mancini, Annamaria De Mattia, Mario Laurentino, Nando Villello, Piero Cuomo, Francesco Vairano.[94]
- Ancora per la serie Vivere insieme, firma le scene di Una nuova vita, di Belisario Randone, per la regia di Antonio De Gregorio, con Lucia Catullo, Massimo Serato, Pier Paola Bucchi,  Ciro D’Angelo, Emilia Sciarrino, Stefano Bertini.[95]
- L’incredibile signor Van Meegeren, di Nino Lillo e Giuseppe Lazzari, per la regia di Giuseppe Di Martino, Edoardo Toniolo, Andrea Checchi, Massimo Giuliani, Carlo Hintermann, Maurizio Gueli, Mario Laurentino, Giovanni Attanasio, Giulio Girola, Armando Cavaliere, Riccardo Cucciolla, Giuseppe Mancini, Alfredo Varelli, Franco Angrisano, Nando Villella, Elisa Ascoli Valentino, M. Grazia Marescalchi, Checco Rissone, Antonietta Lambroni, Loris Gizzi, Alfredo Censi, Attilio Fernandez, Guido Tramontano, Gualtiero Isnenghi, Marcello Bertini.[96]
- Il burbero benefico di Carlo Goldoni, per la regia di Carlo Lodovici, con Cesco Baseggio[97][98] e Arnoldo Foà e con Emma Danieli, Marisa Solinas, Mario Veldemarin, Laura Carli, Edoardo Toniolo, Antonio Ferrara, Dario De Grassi.[99]

1971
- Per la serie televisiva Nero Wolfe per la regia di Giuliana Berlinguer firma le scene di Sfida al cioccolato con Tino Buazzelli, Paolo Ferrari, Pupo De Luca, Micaela Esdra, Giampiero Albertini, Nicoletta Rizzi, Silvia Monelli, Paolo Carlini e di Salsicce "mezzanotte" con Tino Buazzelli, Paolo Ferrari, Loris Gizzi, Corrado Annicelli, Sandro Merli, Vittorio Congia, Maria Monti, Roberto Pistone, Evelina Gori.[100]

- Per la serie Spazio per due, firma le scene de L’estate dimenticata, di Robert Philips, per la regia di Carlo Di Stefano, con Lucia Catullo, Cesarina Gherardi e Alberto Carloni[104] e de Il topolino, un atto di Peter Lewis, regia di Dino Partesano, con Milena Vukotic e Alvaro Piccardi.[105]
- Per la serie Teatro Contemporaneo nel mondo firma le scene de La scappatella, di Martin Walser, regia di Giorgio Albertazzi, con Gino Nelinti, Giorgio Albertazzi, Rada Rassimov, Antonio Meschini.[106]
- L'amor glaciale di Giuseppe Cassieri, per la regia Dino B. Partesano con Gianrico Tedeschi, Valeria Valeri, Alfredo Bianchini, Liliana Sangiuliano, Luigi Lizzo, Laura Redi, Enrico Di Domenico.[107]
- Per la serie Di fronte alla legge, firma le scene di Omertà, di Luciano Codignola, regia di Silvio Maestranzi, con Ennio Balbo, Antonio Casagrande, Corrado Gaipa, Riccardo Mangano, Guido Leontini, Mario Laurentino, Giacomo Furia, Mimmo Calandruccio, Giovanni Pallavicino, Massimo Mollica, Solvejg D’Assunta.[108]

1972
- Erano tutti miei figli, di Arthur Miller, per la regia di Marco Leto, con Gianni Bonora, Mario Carotenuto, Renato Romano, Didi Perego, Roberto Bisacco, Anna Miserocchi, Nicoletta Rizzi, Silvio Anselmo, Daniela Gatti.[109]

1975
- L’armadietto cinese di Aldo De Benedetti, per la regia di Giacomo Colli, con Edmonda Aldini, Marzia Ubaldi, Renato De Carmine, Luciano Melani, Marco Tulli, Marco Bonetti, Silvio Spaccesi, Anna Cajazzo, Valeria Ruocco.[110]

1977
- Sacco e Vanzetti[111] di Reginald Rose, per la regia di Giacomo Colli, con Romano Costamagna, Achille Millo, Franco Graziosi, Giuseppa Partile, Edda Soligo, Walter Maestosi, Alessio Ruggeri, Loris Gizzi, Attilio Fernandez, Renato Mori, Pino Cuomo, Giancarlo Bonuglia, Andrea Checchi, Amos Davoli, Elio Bartolotti, Giuseppe Pagliarini, Mario Ferrari, Franco Sabani, Alberto Amato, Armando Furlai, Vanna Nardi, Aleardo Ward, Rodolfo Ventriglia, Domenico Caruso. Gustavo Conforti, Arturo Criscuolo, Leonarda Bettarini, Dario De Grassi, Stefano Varriale, Arnaldo Ninchi, Gino Centanin, Renato Lupi, Gerardo Panipucci, Remo Foglino, Michele Malaspina, Maichael Muemanno, Stefano Satta Flores, Enrico Glori, Enrico Demma.[112]

1978
- Vita da Cioni[114] di Roberto Benigni, Bernardo Bertolucci e Giancarlo Governi, per la regia di Bernardo Bertolucci, con Roberto Benigni, Carlo Monni, Chiara Moretti.[115]

## L’attività registica per la Terza Rete Rai
Negli anni Ottanta ha inizio la stagione registica di Pino Valenti, caratterizzata da un linguaggio che recupera  uno spazio composto da antiche memorie che l’autore rivive e sviluppa attraverso una poetica ampia e varia. È, quella del Valenti, una memoria densa di rievocazioni del vissuto immaginario. Le immagini si susseguono come in un flash-back di fotogrammi. Non trascura, per questo, il reale, che semmai è visto in trasfigurazione simbolica.
Parte della produzione
- 1980

-Un film, una città – Il bell’Antonio
(con R. Tomasino, N. Cattedra, M. Mancini e giornalisti delle principali testate giornalistiche siciliane), trasmessa in nazionale nel contesto della programmazione d’esordio delle Terze Reti Regionali.
Conduzione in studio, impianto scenico e regia Pino Valenti
-Operetta di Witold Gombrowicz, commento critico in studio, con il regista A. Calenda e il direttore del Teatro Stabile di L’Aquila.
.Conduzione, impianto scenico e regia televisiva Pino Valenti
-La Gioconda di G. D’Annunzio, con Lydia Alfonsi, commento critico in studio con la protagonista.
Conduzione, impianto scenico e regia televisiva Pino Valenti
-Palermo, lietissima festa-immaginazioni contemporanee; su memorie barocche-
Con Enzo Fontana e corpo di ballo spagnolo di Franca Roberto. Ricerche storiche di Giovanni Isgrò
Testi, scene e regia Pino Valenti
Palermo, lietissima festa è il primo sceneggiato interamente prodotto dalla sede regionale della Rai.
-I pastori di Kanniolo (sceneggiato in 4 puntate,) di Pino Valenti
Con Egidio Termine, Maria Teresa Lo Casto, Marilena Monti, Pippo Scalisi, Annamaria Geraci
Scene e regia di Pino Valenti
-Liberi fotogrammi d'estate (4 puntate) Con Marilena Monti e I CavernicoliTesti, impianto scenico e regia Pino Valenti.
- 1981

-Quel misterioso messaggio-la lacrimazione della Madonna, Testi, impianto scenico e regia Pino Valenti
-La danza del filosofo  di F. Pasqualino
Prologo alle nuvole di Aristofane
Scene e regia Pino Valenti
-Provvisoriamente d’estate (4 puntate), Con Tuccio Musumeci, Gigi Burruano, Elena Calivà
Testi, scene e regia Pino Valenti
-Donne lavoro e tradizioni (documentario in 4 puntate).
La puntata Un carnevale particolare è stata segnalata al Festival di Cinematografia Scientifica dell’Istituto Superiore Regionale Etnografico della Sardegna. Testi, impianto scenico, conduzione in studio e regia Pino Valenti
-Giuseppe Aurelio Costanzo, poeta sociale,  A cura di Giorgio Santangelo.
Con Fioretta Mari, Pippo Pattavina.
Testi, impianto scenico e regia Pino Valenti
-Il ritratto di Dorian Gray, (Teatro Massimo Bellini di Catania,- stagione lirica 1981-1982), dramma lirico di P. Masino e B. de Tomasi, dal romanzo omonimo di Oscar Wilde, musica di Franco Mannino, prima mondiale.
Regia Televisiva Pino Valenti
- 1982

-L' uomo dal fiore in bocca   di L. Pirandello. Con Ivano Staccioli, Pippo Anzalone.
Riduzione televisiva, scene, costumi e regia Pino Valenti
- 1983

-Speciale Sicilia Concerto per l’Europa
(Teatro Antico di Taormina, TaorminaArte)
Dipartimento Esteri.
Concerto dell’Orchestra di musica leggera della Rai.
Direttore Roberto Pregadio.
Regia Pino Valenti
-Memoria e realtà nell’opera di Nino Savarese'
A cura di Giorgo Santangelo. Con Pippo Spicuzza, Adriana Galli, Testi, impianto scenico e regia Pino Valenti
-Naxos tra Mito e Storia, Ideazione, scene e regia Pino Valenti
- 1984

-Concerto dell’Orchestra dei Giovani della Comunità Europea (Teatro Antico di Taormina, TaorminaArte), Direttore Juri Simonov, Regia Pino Valenti, (programma acquistato dalla Televisione greca)
- - Il gabbiano di Anton Cechov. Con il gruppo teatrale Theatés. Regia teatrale Michele Perriera. Regia televisiva Pino Valenti[139]
- 1985

-La stalla, ballata contemporanea per pupi veri di Pino Valenti (sceneggiato in 4 puntate) opera finalista al Premio Pirandello 1976- edizione televisiva vincitrice del Premio internazionale Pitré-Salomone Marino), con Carla Calò, Luigi Mezzanotte, Mimmo Cuticchio, Rosa Balistreri, Miko Magistro, Gianni Salvo, Giuseppe Lo Presti, Giacomo Civiletti, Marcello Perracchio. Scene e Regia Pino Valenti
- 1986

-La logica del Fare (documentario, due puntate, in collaborazione con il Centro Internazionale di Etnostoria, )
Testi, impianto scenico, regia Pino Valenti
- 1988

-Lo Zingaro barone  (In collaborazione con TaorminaArte, Festival di Mörbish, e Teletheater, Teatro Antico di Taormina,  prima italiana). Con la Volksoper di Vienna e l’orchestra del Festival di Mörbisch. Regia televisiva Pino Valenti
- 1990

-L’animale sociale. La politica dell’amore. La politica del terrore.
Il bicchiere della staffa e Madre courage, Con il gruppo teatrale Theatés. Regia teatrale Michele Perriera. Regia televisiva Pino Valenti
- 1991

-La Favola di Emilio.
Una scuola per tutti, ma veramente per tutti?
Testi, impianto scenico e regia Pino Valenti

## L’attività pittorica

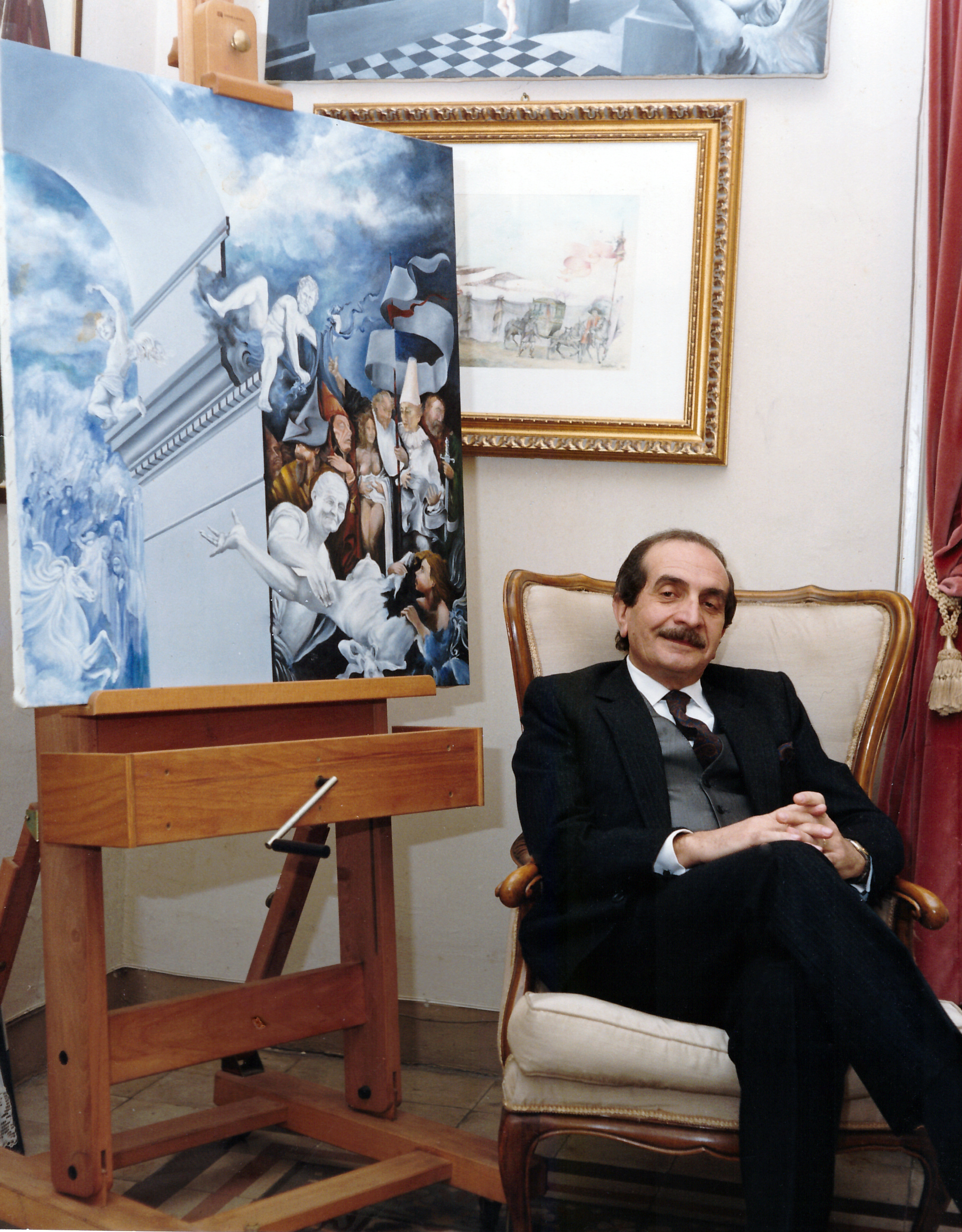
Pino Valenti nel suo atelier a Palermo

La produzione pittorica di Pino Valenti da Melilli è stata ufficialmente delineata dalla critica come caratterizzata da un accurato e ricercato impegno figurativo.
Dall’applicazione poetica delle leggi ottiche alle arti figurative e costruttive nel loro complesso, prende aere la scienza della visione di Pino Valenti, oltretutto grande scenografo della Rai dei tempi d’oro, capace, come pochi altri oggi in Europa, di usare la perspectiva nel senso del perspicere (vedere chiaramente), così consentendo una lettura dei tempi e dello spazio affrancata dalla contingenza storica e in grado di esprimere sfumature persino infinitesime o di illustrare le più ardite metafore.
… Nell’attività del Valenti si ritrova di fatto la storia della ricerca artistica del primo ‘900, dall’astrattismo fino alla “meditazione del classicismo”, per dirla con lo stesso Valenti, già avviata verso “la propria trasformazione in qualcosa di personale”… Ed ecco scorrere … gli oggetti conosciuti da sempre, i frutti, gli scorci, di cielo mediterraneo,.. colti per sempre in un non-tempo e in una visione priva di apparente motivazione, valore di simbolo della nostra certezza che quelle cose “sono esse e non altre …” Dagli intensi ritratti di congiunti, dal tratto quasi onirico, a quelli, moderni pur nella loro dimensione felicemente “classica”, di personaggi pubblici, studiosi, prelati, artisti, alle réverie evocative dei “Pittodrammi”, alle potenti visioni d’insieme della “Metafisica celeste” e così procedendo, la pittura di Valenti impone attenzione, osservazione lenta e ripetuta, per poter cogliere i particolari e quindi ritornare ancora alla visione globale di ciascun genere e dell’opera
intera.
Negli anni Ottanta ha inizio il II periodo pittorico dell’artista, con la produzione dei Pittodrammi, presenti tra le collezioni della galleria Artgroup di Francoforte- Kunstagentur.
… Un vasto percorso pittorico che riassume il senso della trentennale attività dell’artista nell’ambito della scena nazionale, e che segna la profonda integrazione tra le strade del figurativo e quelle del teatro come rappresentazione del mondo attraverso storie simboliche e metafore iconografiche …
… Valenti è stato uno degli scenografi più accurati di quella gloriosa stagione. Accanto agli oli e bozzetti realizzati per i lavori televisivi, sono esposte alcune pitture, hanno carattere scenografico ma sono libere creazioni svincolate dalla funzione; visioni di spettacoli immaginari, un teatro privato e bidimensionale i cui arredi e personaggi mettono in scena la loro ambivalenza, come gli irriducibili Geofobi che odiano la terra eppure la esplorano.
Nei dipinti di Pino Valenti … personaggi ed elementi naturali raccontano storie complesse e allusive che trasformano la storia in mito. E scorrenti sopra le immagini senti, senza vederle le parole del pittore che paragona la maniera di rappresentare pittoricamente a quella teatrale … La complessità del gioco scenico quando entra nei dipinti, come avviene per Pino Valenti … la arricchisce di significati e di suggestioni e crea una circolazione di emozioni che solo la grande pittura sa dare.

## L’attività di autore
Pubblicazioni:
• Ora Dispari Nona, Edizioni del Delfino, Napoli, 1973
Respinta ogni tentazione di autobiografismo lirico, o, peggio, liricheggiante, Pino Valenti ci racconta sul filo di una versificazione aspra, tagliente, una “storia”, e delle storie, che trascendono il dato individuale e si compongono nell’arco di un destino più vasto …
Il primo premio “Targa d’oro Mergellina 1974” è stato conferito alla raccolta di poesie “Ora dispari nona” di Pino Valenti, siciliano di Melilli. È un volume, presentato da Luigi Compagnone, che offre ampi e intensi squarci della terra di Sicilia e suggestivi profili della sua gente, con una ricerca poetica che Pino Valenti, scenografo del centro Rai di Napoli, ha tratto dall’amara protesta di chi vive su quella “pelle lavica della terra”… Le poesie di Valenti esprimono una forte carica popolare in uno scenario arso e freddo e cariche di rimembranze o di miraggi, più che di futuro.
… È conterraneo di Giuseppe Aurelio Costanzo, il poeta romantico-scapigliato … e non pure sul piano dell’anagrafe geografica, ma su quello della matrice spirituale, culturale, i due poeti sono vicini, se si pensa alle complesse suggestioni del mondo classico-in particolare ellenistico- operanti nella loro opera e alla loro condizione di “siciliani”…
Valenti guarda con commozione e rimpianto all’odore, distinguibile fra mille, delle strade, dei campi della sua terra, del sole, del frumento … La voce della Di Benedetto ha tracciato l’itinerario della speranza e della disperazione … un’interpretazione di gran livello che ha strappato applausi a più riprese.
• Mamma Terra, Vinyl L.P., voce Maria Rosaria Natoli, Phonotype Record s.r.l., AZQ 40040 Napoli, 1977
… Sono dieci canzoni: “Mamma terra”, che ha dato il nome al long plaing; “Chiamamu l’acqua”; “Lu trenu di lu cuntinenti”; “Ore otto e quaranta”; “Ura disparnona”; “La libbbbertà”; “Quinta d’austu”; ”La sacra rappresentazione”; “Pasqua dell’impiccato”; “Arsa mia terra”. In tutte c’è la sofferenza. La terra è presente con la sua gente e la macchina è una: il treno … Valenti è architetto e lavora al centro di produzione RAI-TV di Napoli … I suoi versi, in dialetto, nascono fra le produzioni del centro napoletano: ha lavorato con Blasetti, Enriquez, Gianni Serra. Ha vinto tre premi di poesia ed è arrivato finalista al Premio “Pirandello” con “La Stalla”.
Amore e conoscenza della propria terra … adesione ai suoi modi di sentire e di esprimersi … sono le caratteristiche di questi testi di Pino Valenti …
Pino Valenti e Maria Rosaria Natoli hanno portato a Siracusa, al Paladino, il loro recital di poesia e canzoni … Canti della terra e della gente di Sicilia … con quel soffio di poesia, quel filo di amaro che ne sono i segni marcati da una sorta di fatalità, pesante retaggio. Una profonda umanità, scarna come la scena, ma anche una rabbia antica, una volontà di vivere non secondo fatalità, bensì secondo volontà e giustizia. Pino Valenti canta il dramma di chi parte … la disperazione delle antiche zolfare…il dolore rassegnato di chi ha perduto un figlio in mare…
•    Sicilia, arsa terra mia Vinyl L.P., voce Tony Bruni, Phonotype Record s.r.l., AZQ 40036 Napoli, 1978
•    Per arche e mecche, memorizzate graficamente da 10 serigrafie dell’autore, introduzione di Antonino Buttitta, Edizioni Linee d’Arte Giada, Palermo, 1981
… Abbiamo perduto e ci siamo perduti e il rischio che ormai ogni giorno, ogni momento corriamo, è quello di essere definitivamente travolti dall’ombra sempre più lunga e sempre più nera della storia. Tu, Pino, insegni come salvarsi da questo pericolo. Il tuo discorso poetico, le sue parole in segni, indicano una possibilità di salvezza …
• La Stalla, ballata contemporanea per pupi veri in un atto,-opera finalista al “Premio Pirandello” (1976) , Salvatore Sciascia editore, Caltanissetta-Roma, 1984
E tuttavia la massima espressione delle qualità poetiche e artistiche di Pino Valenti è costituita da “La Stalla, ballata contemporanea per pupi veri”, in un atto, … opera nella quale si realizza più pienamente che nella precedente produzione, la versatilità dell’ingegno poetico del Valenti … Vi convergono la esperienza della tragedia greca e quella più vicina del teatro del grottesco, la lezione drammaturgica rossosansecondiana e quella di Pirandello, in una rielaborazione originale delle forme e dell’espressione linguistica, con la mistura di dialetto e lingua in un impasto ricco di colore e d’immagini in rilievo.
- San Sebastiano, l’identità artistica del Simulacro di Melilli tra riflessioni e immaginazione, Morrone editore, Siracusa, 2016

## Riconoscimenti
- Primo premio Targa d’oro Mergellina 1974 per la raccolta di poesie Ora Disparnona.[161]
- Premio Ferdinando Russo 1974[162]
- Medaglia al merito della Legione Carabinieri di Napoli (1974)[163]
- Accademia Siculo-Normanna e Istituto di Cultura Superiore e di Arti Applicate di Monreale: conferimento del titolo di accademico honoris causa 1981[164]
- Premio Internazionale di studi Etnoantropologici Pitré-Salomone Marino 1985 per l’opera visiva “La Stalla” 1985[165][166][167][168]
- Premio Ciak TV- Regia Televisiva- 1985[169]
- Castello Svevo alla carriera , 30 dicembre 1986[170]
- Premio Speciale Punto Fermo- Teleacras, per attività artistica alla carriera, XV edizione 2012[171]

## Onorificenze
- Commendatore dell'Ordine "Al merito della Repubblica Italiana", 26 settembre 2018